# Comuna Køge (1970-2006)
Køge (Køge Kommune) a fost o comună din comitatul Roskilde Amt, Danemarca, care a existat între anii 1970-2006. Comuna avea o suprafață totală de 124 km² și o populație de 39.307 de locuitori (în 2002), iar din 2007 teritoriul său face parte din comuna Køge.
1. ↑  Danske borgmestre 1970-2018 (PDF)